# Balanza financiera

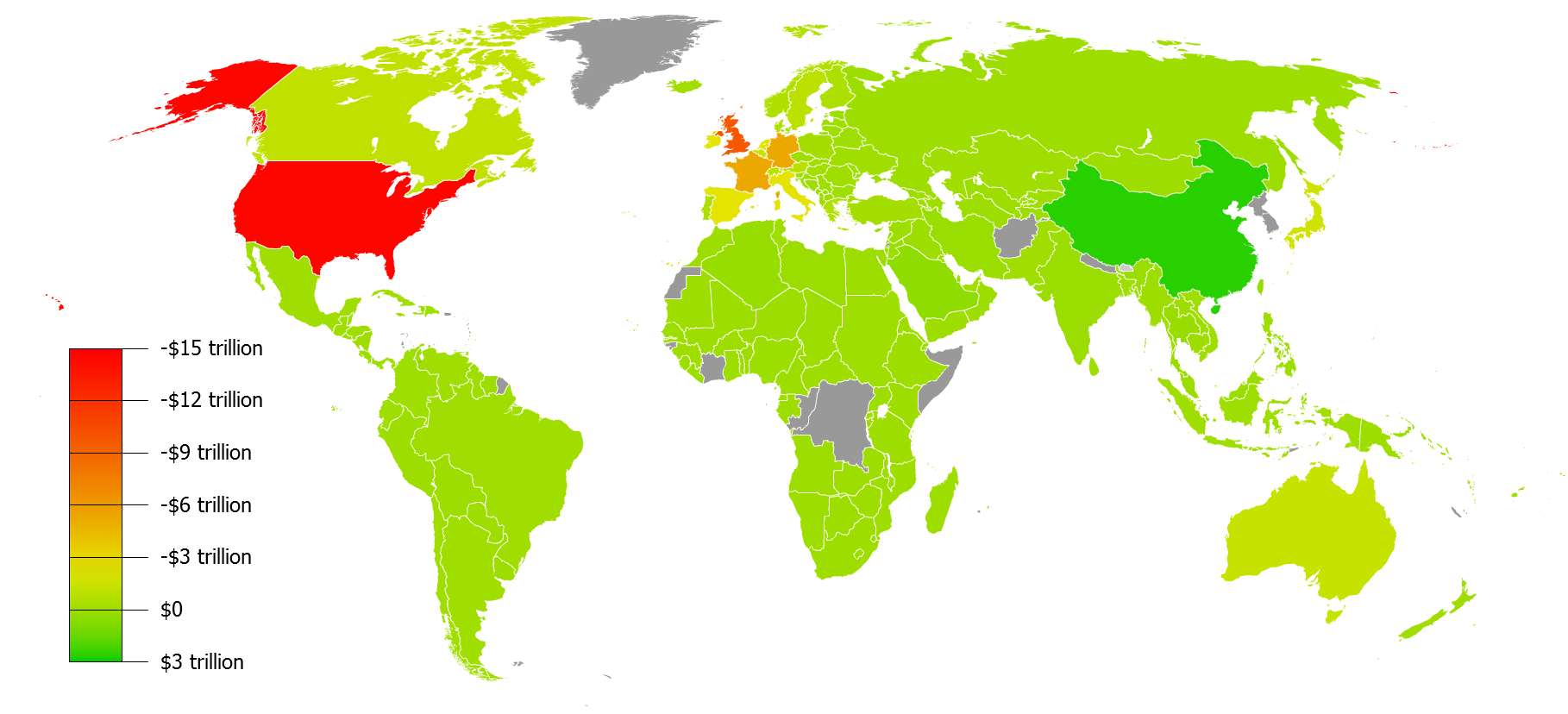
Mapa de países por reservas en moneda extranjera y oro menos la deuda externa sobre la base de datos de 2010 la CIA Factbook

La balanza financiera es una subbalanza de la balanza de pagos que recoge los flujos financieros entre los residentes en un país y el resto del mundo. En términos genéricos recoge la compra y venta de activos y pasivos financieros por los residentes de un país al resto del mundo.
La cuenta financiera está estructurada en cinco balanzas diferenciadas por el tipo de activos y pasivos financieros en los que se materializan las operaciones:

## Inversiones directas
Registra las inversiones realizadas con el fin de obtener una rentabilidad permanente, alcanzando un influencia significativa en la dirección de la empresa invertida.
El FMI establece como regla práctica el límite del diez por ciento de participación, para distinguir cuando nos encontramos en una inversión directa, de tal manera que las inversiones que alcancen un límite superior a este se suponen inversiones directas.
Las inversiones directas se dividen en:

### Acciones
Incluye suscripciones y compraventa de acciones cuando el importe suponga más del diez por ciento del capital social de la empresa emisora.

### Otras formas de participación
Se incluyen la adquisición y venta de títulos representativos del capital, distinto de las acciones, las dotaciones a sucursales o establecimientos y, en general, cualquier otra forma de participación en empresas que no se materialice en acciones.

### Beneficios reinvertidos
Los beneficios reinvertidos se incluyen como transacciones de capital de inversión directa, como contrapartida de los importes computados en la cuenta de rentas. Es decir, en el caso de la inversión directa de España en el exterior, los beneficios (pérdidas) no distribuidos dan lugar a un aumento (disminución) de dicha inversión y a un cobro (cobro negativo) de rentas de inversión directa. De forma similar, dichas transacciones se registran en la inversión directa del exterior en España y en las rentas relacionadas. Se incluye la participación del inversionista directo.

### Financiación entre empresas relacionadas
Esta rúbrica incluye, en general, las operaciones de préstamo entre las empresas matrices y sus filiales o sociedades participadas, siempre que no se trate de entidades de crédito.

### Inversiones en inmuebles
Este apartado comprende la adquisición de la propiedad, u otros derechos reales, sobre bienes inmuebles.

## Inversiones en cartera
Las inversiones de cartera recogen las transacciones en valores negociables, excluidas las que, materializadas en acciones, cumplen los requisitos para su consideración como inversiones directas. El Quinto Manual subdivide esta balanza en cuatro componentes principales:
- Acciones.
- Bonos y obligaciones
- Instrumentos del mercado monetario

## Otra inversión
Con esta denominación se recogen, por exclusión, las variaciones de activos y pasivos financieros frente a no residentes no contabilizadas como inversiones directas o de cartera, o como reservas. Está constituida, fundamentalmente, por las operaciones de préstamo y depósito, tanto entre particulares como con entidades de crédito.

## Instrumentos financieros derivados
El FMI revisó, en 1997, las directrices del quinto Manual de Balanza de pagos sobre el tratamiento de los instrumentos financieros derivados. El cambio más importante, con respecto a las recomendaciones iniciales, consistió en aclarar que todo instrumento financiero derivado que pueda valorarse porque exista un precio de mercado para el activo subyacente, debe incluirse en la cuenta financiera, independientemente de que se negocie, o no, en mercados organizados, e independientemente de cuál sea el activo subyacente.

## Cuenta financiera del Banco central
La cuenta financiera del Banco central registra las variaciones de sus activos y pasivos exteriores, desglosados entre la variación de las reservas,  y para el caso de España, al estar integrada en la moneda del euro, también recoge la variación de los activos del Banco de España frente al Eurosistema. 
Desde la creación de la Unión Económica y Monetaria de la Unión Europea (UEM), las reservas de sus países miembros se definen como los activos líquidos en moneda extranjera que sus bancos centrales nacionales mantienen frente a residentes de países distintos de la UEM. No incluyen, por tanto, ningún tipo de activos en euros, ni los activos en moneda extranjera que se mantengan frente a residentes de países de la UEM.